# 立間站
立間站（日语：／ Tachima eki */?）是一位於日本愛媛縣宇和島市吉田町，隸屬於四國旅客鐵道（JR四國）的鐵路車站，車站編號為U24。本站只停靠普通列車。
過往曾經是大規模貨運站，有佔地不少的貨物場，亦經歷了兩次的取消，第一次是1984年2月，但3年後重新辦理，可惜一直的貨運量都不佳，於2006年4月再次取消貨運服務。

## 車站構造
為木製單層站舍一座，設有候車大堂、原站務室，長櫈及洗手間。車站於1986年時變為無人化，並改為簡易委託化，貨運服務恢復時維持這種模式，隨第二次貨運服務取消，不久簡易委託化亦取消。及後售票窗口亦已被木板所密封。然而，JR四國並未有為車站加設自動售票機。乘客需直接在車上晌職員購票。
本站的玄關位及閘口成90度位置，然而站舍旁邊的空地已能直接到達通往月台的平交道，根本就不用進入站舍。
另外有傳現時的站舍面積只是當初時的一半左右，可惜暫時未有足夠資料證明這個說法。

### 原貨運站
位於站舍的左邊，即向伊予吉田站方向，現時仍保留設有上蓋的中央貨物停放處,以及貼近國道11號的一列有蓋貨物放置處，現時被用作停車場及放置各式雜物之用。
設有島式月台1個，提供1面2線的配置，有效長度為4輛。而兩端進站皆採用Y型轉轍器，因此並沒有區份主線及副線。基本上上、下行列車均靠左邊路軌駛入及離站。出入口設於月台末端向下宇和站方向，為無障礙斜道，並通過平交道橫越1號月台路軌及其側軌。近出入口的約1輛車廂的月台設有上蓋候車亭及等候座椅。
兩邊月台均設有側線，其中靠近舊貨物月台的側線，會較常有保線用的列車停泊，至於2號月台旁的2條側線則很少使用。

### 月台配置
| 月台 | 路線    | 方向 | 目的地                   |
| ---- | ------- | ---- | ------------------------ |
| 1    | ■予讚線 | 下行 | 宇和島方向               |
| 2    | ■予讚線 | 上行 | 八幡濱、伊予市、松山方向 |

## 歷史
- 1941年7月2日：開業。
- 1984年2月：第一次取消貨運服務。
- 1986年3月3日：無人化，簡易委託化。
- 1987年4月1日：日本國鐵分割民營化，車站的營運由JR四國繼承，同時恢復辦理貨運，但不設貨運列車（ORS形式）。
- 2006年4月1日：第二次取消貨運服務。

## 相鄰車站
四國旅客鐵道（JR四國）
■予讚線
下宇和（U23）－立間（U24）－伊予吉田（U25）

## 外部連結
- JR四國立間站